# Catalina Eleicegui
Catalina Dominica Eleicegui Maiz (San Sebastián, Guipúzcoa, 6 de abril de 1889 - Estella, Navarra, 19 de noviembre de 1963 ) fue una escritora española, que destacó en su labor como dramaturga. Tras estudiar magisterio trabajó en varios lugares del País Vasco, pero por cuestión de salud se retiró a Estella, al amparo del clima más seco debido a los problemas respiratorios que tuvo desde pequeña. Fue una de las pioneras del teatro vasco moderno.

## Biografía

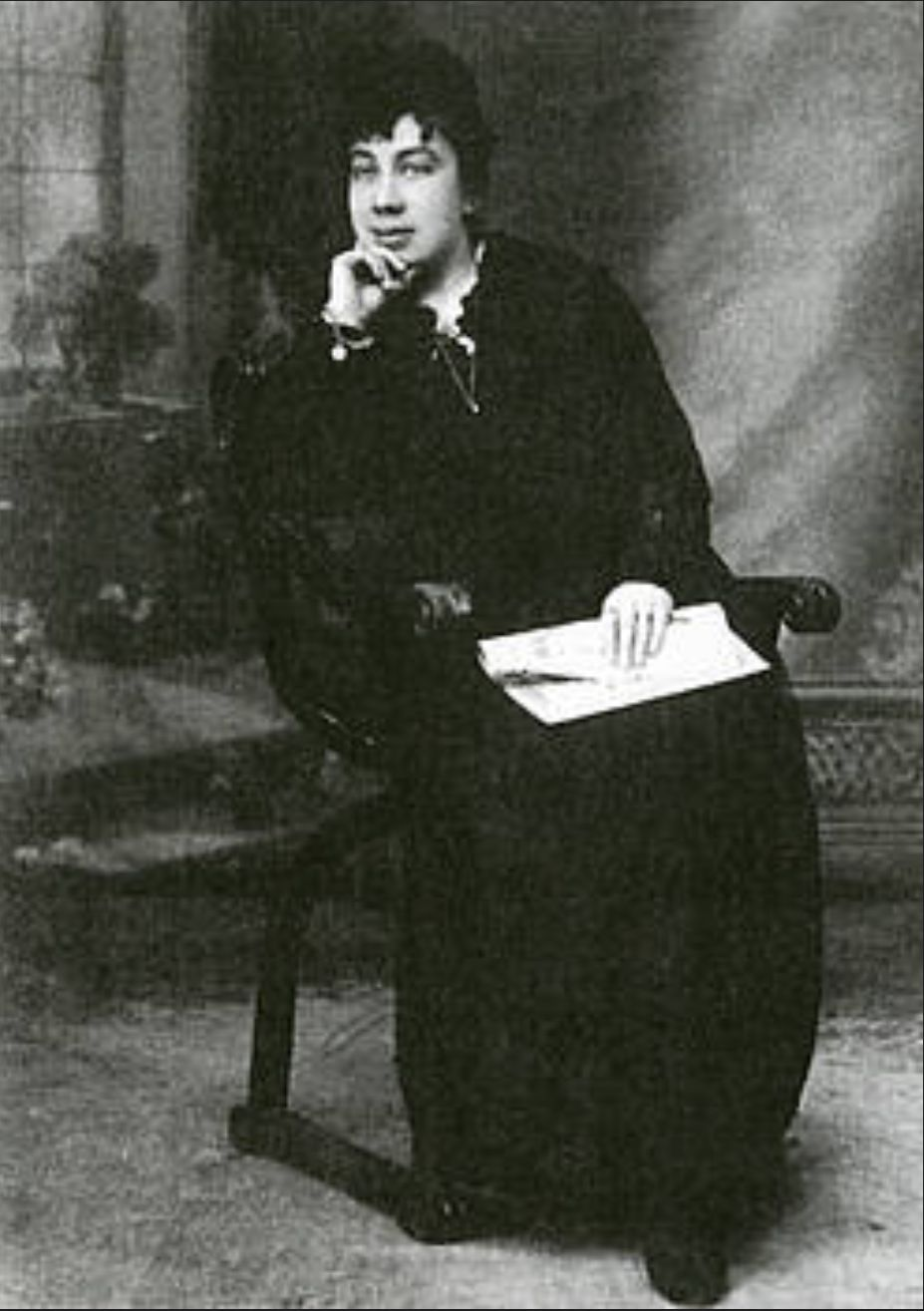
Catalina Eleicegui, en una fotografía de estudio.

Catalina de Eleicegui Maiz era la mayor de cuatro hijos e hijas de una familia que vivía en el centro de San Sebastián. Fue bautizada en la Catedral del Buen Pastor el mismo día de su nacimiento, 6 de abril de 1889, con el nombre de Catalina Dominica; Sus hermanos fueron José Juan (1891), Juana Ambrosia (1893) y Juana María (1897), y sus padres, Cayetano María Eleicegui Otegui (1868-08-07), de Urnieta, y Juana Josefa Maiz Albizu, de San Sebastián, que  se casaron el 17 de abril de 1888 en la Catedral del Buen Pastor.
A consecuencia de un resfriado mal curado que tuvo cuando era niña, siempre sufrió problemas respiratorios. Estudió magisterio en Burgos y perteneció a la primera generación de profesores vascos cualificados. Trabajó como docente en Oyarzun, Vidania, Amasa e Ituren, pero, debido a los problemas de salud, tuvo que buscar lugares con un clima más seco. Así, de San Sebastián, donode vivió al principio donde sus padres,  se trasladó a otras localidades del interior, como Pamplona, Auritz y Madrid. En su juventud viajó mucho, principalmente por Guipúzcoa y Navarra.
Pasó la etapa más larga de su vida, los últimos treinta años, en Estella. Desde el inicio de la guerra de España hasta su muerte vivió allí, en la casa de dos plantas del número uno de la calle Txapitel, donde Katalina alquiló un dormitorio y sala de estar. En la planta baja del edificio se encontraba el cementerio de los Etxegoien, propietarios de la casa.
A pesar los problemas respitarios que había tenido durante todas su vida, su muerte no se debió al asma, sino a una reacción producidad por un fármaco que le dieron como tratamiento a una fuerte infección bucal. Falleció el 19 de noviembre de 1963, a la edad de setenta y cuatro años.

## Nombre y apellido de Katalina
Hoy en día, aunque Katalina Eleizegi es la forma normalizada, su nombre se escribió de otras formas durante su vida. En los textos españoles también se utilizó Catalina Eleicegui  o Catalina de Eleicegui. En euskera, en cambio, Kataliñ Eleizegi  o Eleizegi'tar Katariñe, según la forma propuesta por Arana y Elizalde en 1910 para escribir los nombres vascos.
Esta última forma se ha reflejado, entre otros, en el catálogo de Koldo Mitxelena Kulturunea, en el que aparecen aparecen discos de Katalina Eleizegi bajo este título: Eleizegi Maiz, Katariñe, (1889-1963). Por otro lado, Harkaitz Cano nombró a la escritora como Katariñe Eleizegi en su estudio en 1997.

## Obra

### La época donostiarra

#### Garbiñe(1916)

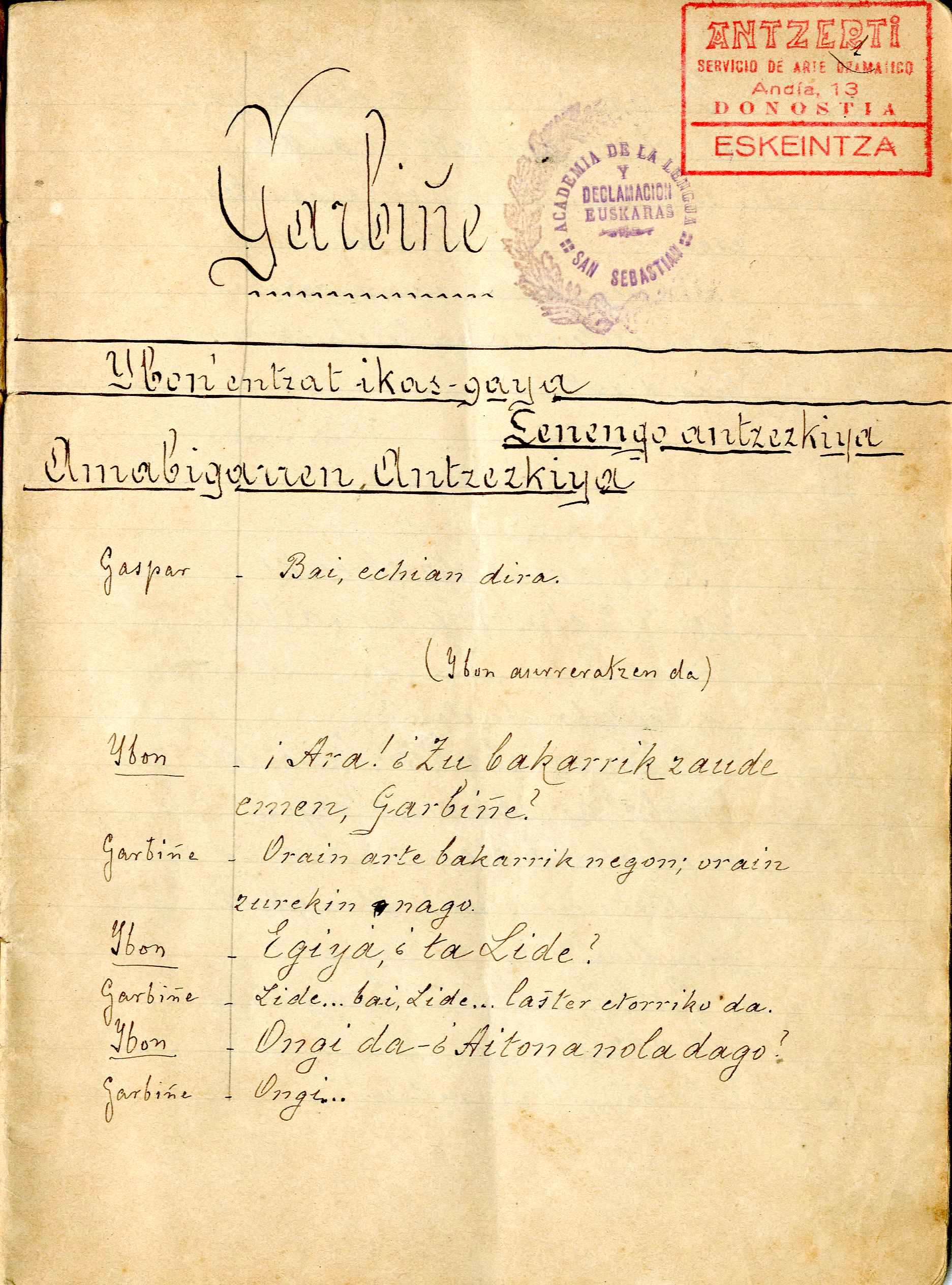
Una página del manuscrito de la obra de teatro Garbiñe (fuente: Koldo Mitxelena Kulturunea).

Garbiñe Iru egintzetan eratutako antzerkia (1917, en Tolosa, en Eusebio López).
Se trata de un drama histórico en tres actos, la obra más famosa de Eleizegi en todos los sentidos. Premiado por el Ayuntamiento de San Sebastián en 1916, se representó por primera vez en el Teatro Principal de San Sebastián el 21 de diciembre de 1916 y se publicó en Tolosa al año siguiente Esta obra se representó durante años.
La historia de la obra se desarrolla en el siglo XIII, en el ambiente de guerra entre navarros y musulmanes, en el palacio de la rica familia Larrain. Se trata de la historia de un amor imposible, en la cual Ibon y Egurtza están enamorados de Lide y, a su vez, esta y Garbiñe, locamente enamoradas de Ibon. En torno a este nudo se desarrollan los tres actos de la obra.
Recibió muy buenas críticas cuando la obra teatral se representó en público, entre otros, Toribio Alzaga quien la elogió de forma importante. Se ha comparado con la obra teatral Marianela de Benito Pérez Galdós, por la combinación de amor y sacrificio.

#### Loreti(1917)

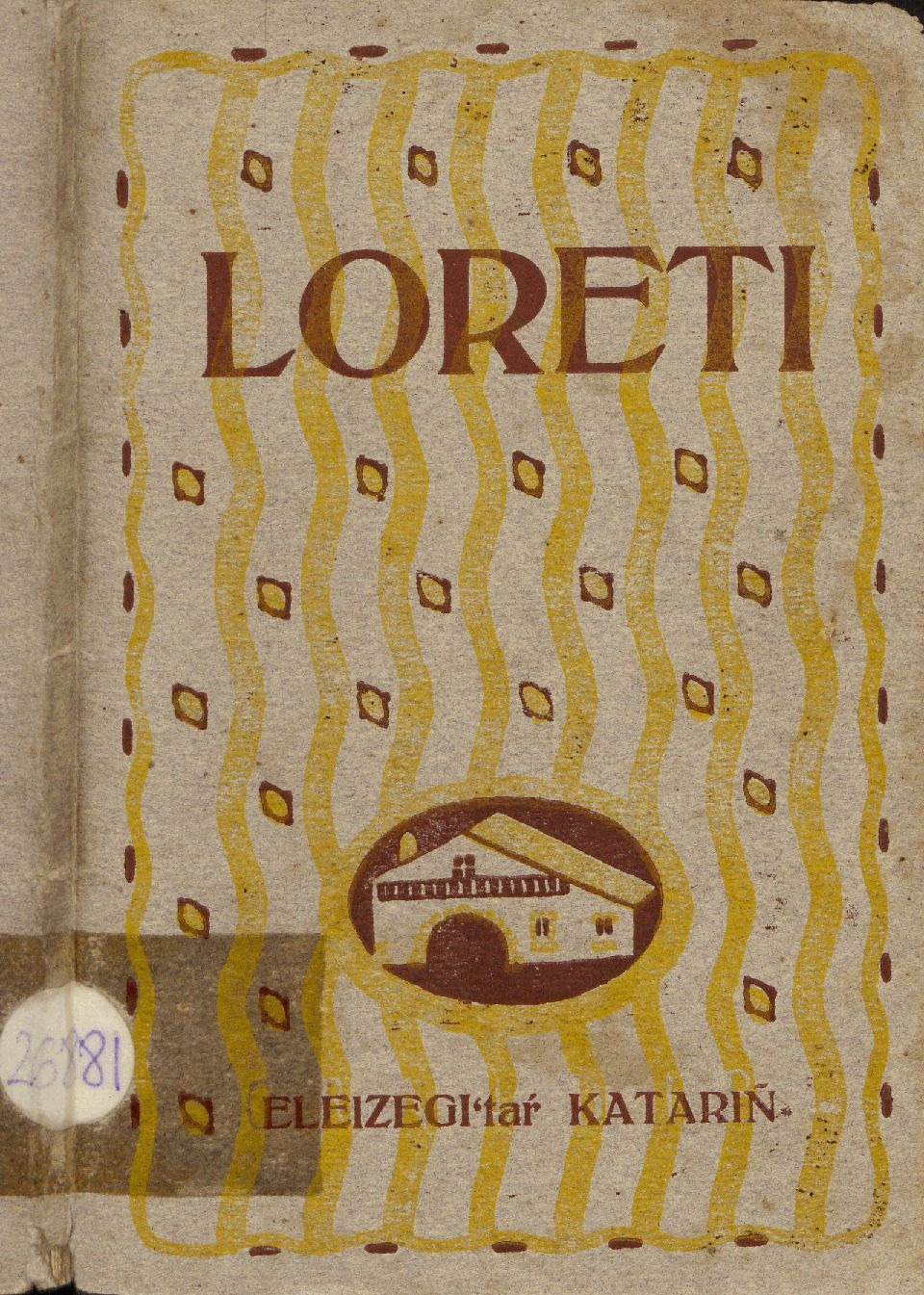
La portada de la obra teatral Loreti (fuente: Koldo Mitxelena Kulturunea).

Loreti (1917). Iru egintzetan eratutako antzerkia eta 1917garren urtean Donostiko Euskal-Ikustetan saritua (1917, en San Sebastián, en el Irarkola de San Ignacio de Loyola). Este es también un drama histórico en tres actos. Premiado por el Ayuntamiento de San Sebastián en 1917, fue publicado y representado por primera vez el 21 de diciembre de 1918, en el Teatro Viejo. Aunque tuvo una acogida más fría que Garbiñe, esta obra confirma que la autora tenía una gran cultura. Estaba ambientada en las guerras cántabras, los cántabros (es decir, como se creía entonces, los vascos) lucharon contra los romanos en la antigüedad.

#### Gaine(1929)

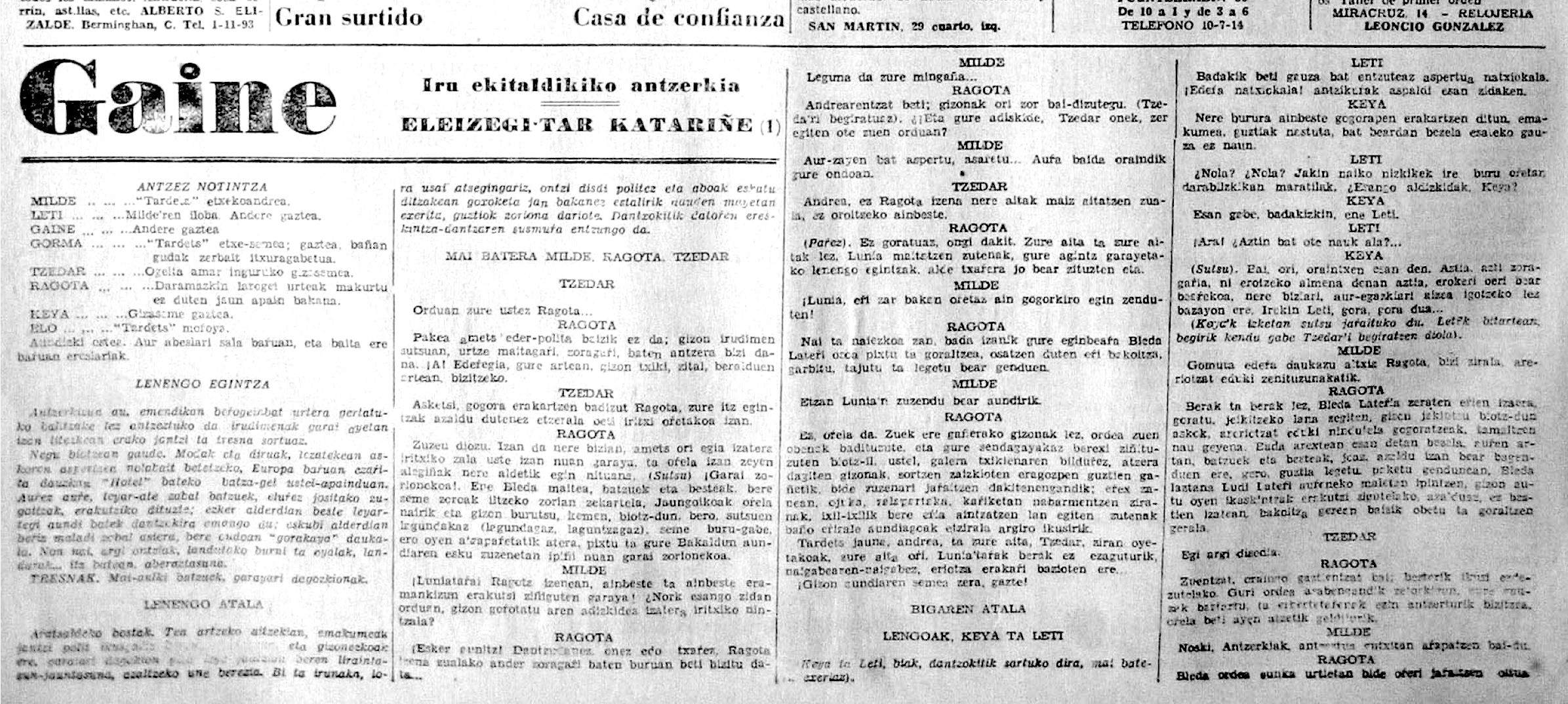
La primera parte de la obra Gaine, El Día 09-02-1932.

Es una obra de teatro en tres actos, que fue publicada entre febrero y abril de 1932, en el diario El Día, aunque había terminado de escribirla tres años antes en Madrid, el 18 de enero de 1929. No es tan conocida esta obra como sus dos trabajos anteriores. Está ambientada en los años 70, por tanto en el futuro: "se representará como si hubiera sucedido dentro de cuarenta y un años", escribió Eleizegi en la introducción. Comienza en la sala de reuniones de un hotel europeo, a finales del siglo XX, pero en la segunda parte la acción se ambienta en un palacio de Tardets-Sorholus en el siglo XIII.

#### Yatsu(1934)
Es un drama histórico en tres actos. A pesar de haber sido premiada, publicada y representada, son muy pocos los ejemplares que se conservan en las bibliotecas. En esta obra, que lleva el nombre de la familia de Francisco Javier, cuenta la historia de la conquista de Navarra en 1512. Tuvo buenas críticas, porque enfatizaba el sentimiento de patriotismo; pero también críticas negativas, ya que algunos críticos de teatro consideraron que el texto estaba más trabajado. Aunque la obra teatral se representó al menos en San Sebastián, Tolosa, Mondragón, Vergara y Bermeo, hoy la obra está perdida, porque el libreto no se encuentra por ningún lado.

### La etapa de Lizarra

#### Manuscritos inéditos

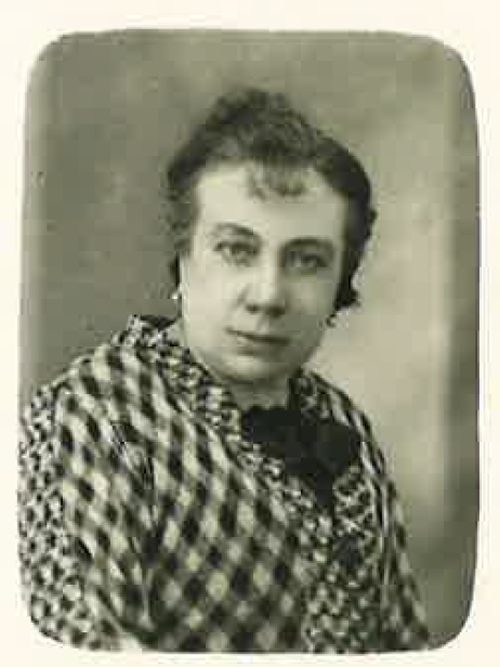
Katalina Eleizegi, cuando vivía en Estella.

##### Brujaseko arilkia(1960)
Se trata de un "cuento de Navidad" en un único acto, al estilo de los cuentos de Charles Dickens. Está ambientado en el siglo XIII en la ciudad flamenca de Brujas. Las protagonistas son la costurera Andre Susan (abuela) y Mady (su joven nieta). Revela las diferencias entre ricos y pobres, mostrando el duro estilo de vida de los pobres. Esta obra la conservan los herederos de Katalina Eleizegi.

##### Erausoko Kateriñe(1962)
Es un drama histórico en tres actos, que se representó tras su muerte, pero nunca llegó a publicarse. En esta obra se narra la biografía de la monja alférez Catalina Erauso. Comienza en casa de la familia Erauso, continúa en el convento de monjas de San Sebastián y finaliza en México, en el pueblo de los azteca y en ella se abordan los temas de la religión cristiana y la religión azteca. Esta obra la conservan los herederos de Katalina Eleizegi en un cuaderno manuscrito.

##### Roldan( 1963 )
Se trata de un drama histórico en tres actos, que quedó sin terminar. Es el menos conocido de todas las obras de Katalina Eleizegi. Está ambientado en el suceso histórico de Roland y trata de un romance imposible. Esta obra también está en manos de los herederos de Katalina Eleizegi, y se puede decir que es una serie de notas, porque la obra no está terminada.

## El enfoque de la crítica

### Éxito

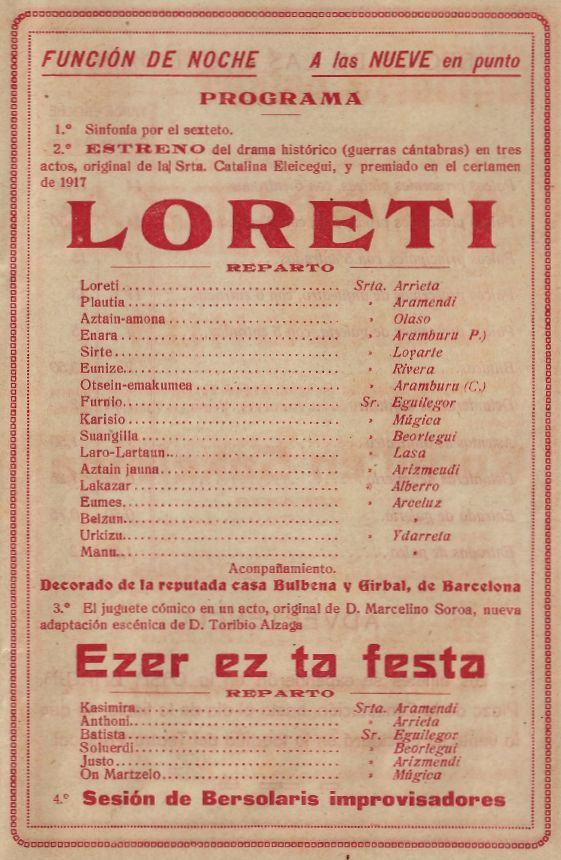
El programa de la obra Loreti, el 21 de diciembre de 1918 en el Teatro Principal (fuente: Museo San Telmo).

En su época, las obras de Eleizegi fueron muy bien recibidas tanto por la crítica como por el  público. Entre otros, Toribio Alzaga dio una muy calurosa bienvenida al estreno de la obra Garbiñe:
«(...) quien ha sorprendido con una obra dramática de altos vuelos, de desarrollo maravilloso, en que ha salvado por modo sorprendente escollos en que resbalan con frecuencia autores avanzados en lides teatrales. Garbiñe no parece la obra de una autora que empieza, sino de una que llega. De donde se deduce que la señorita Eleicegui al empezar ha llegao. Que sea enhorabuena»
Siendo joven -Eleizegi tenía 27 años cuando Garbiñe fue interpretada por primera vez, en 1916-, Alzaga vio en la obra las dotes de un dramaturgo maduro, tanto en la dramatización como en las características de los personajes y en el estilo de escritura.
Gracias al éxito del estreno, en los años 60 el grupo de teatro Gazte Alaiak de Gaztelu llevó la obra Garbiñe a muchas localidades de Guipúzcoa.

### Una pionera del teatro moderno
Según Harkaitz Cano, Katalina Eleizegi fue la "madre del teatro moderno vasco".  La escritora y profesora Amaia Álvarez Uría es de la misma opinión: Eleizegi conocía bien el País Vasco, había estado en muchos rincones, era una mujer muy culta y estaba en la situación perfecta para escribir teatro vasco.

### La oportunidad de escribir
Amaia Álvarez Uría ve dos elementos decisivos en la biografía de Katalina Eleizegi, imprescindibles para que una mujer fuese escritora a principios del siglo XX:
Virginia Woolf decía que para que una mujer pudiera escribir tenía que tener su habitación y una renta y por tanto, teniendo lugar y tiempo, el escribir era una actividad viable para las mujeres, ya que para ello no hacía falta más que lápiz y papel. Katalina reunía estas condiciones: recibía una renta de sus padres y tenía su propia habitación. Además tenía mucho tiempo para escribir, ya que no trabajaba (dio clases durante poco tiempo) y no tenía ni familia ni casa que cuidar, ya que no se casó y no tuvo descendencia.
Durante la época donostiarra, es decir, en los años previos a la Guerra Civil Española, cuando vivía en casa de sus padres, a esas condiciones imprescindibles para ser escritora hay que añadir el factor de éxito de la obra de Gabiñe; que el ambiente del Renacimiento Vasco ayudó en gran medida a escribir la obra.
Por otro lado, en la tensa atmósfera de Lizarra de la posguerra, una mujer soltera que desde el principio decidió dejar de lado el matrimonio y los hijos y seguir una carrera intelectual casi no tenía lugar en la sociedad. Por ello, Katalina Eleizegi permaneció en el convento de Santo Domingo en los primeros días de Lizarra, y luego buscó allí protección, no sólo por ser creyente, sino porque un convento podía ofrecerle una protección que la sociedad no brindaba a una mujer como ella.

### Autoexilio
La profesora Amaia Álvarez Uría dice que la decisión de Katalina Eleizegi de ir a vivir a Lizarra fue un autoexilio. Además menciona algunos de los motivos, aunque admite que faltan muchos elementos para hacer un perfil biográfico sólido de Eleizegi: además de los problemas de salud, la influencia de la religión, la necesidad de un ambiente tranquilo para escribir, las críticas negativas recibidas por los trabajos publicados...  Encuentra paralelismos con la escritora estadounidense Emily Dickinson:
Dickinson, al igual que Eleizegi, pasó gran parte de su vida metida en su casa y, a pesar que de que escribió mucho, no publicó casi nada (...) Ambas recibieron un alto nivel de educación, comparando con otras mujeres de su época, y ambas tuvieron un ambiente muy opresivo en relación a la influencia de la religión en sus vidas. Las dos sufrieron mala salud: Dickinson perdió la vista gradualmente y los investigadores de su época decían que era enfermiza; Eleizegi tuvo bronquitis crónica desde pequeña y decían que tenía mala salud (...) Al mismo tiempo puede haber otra razón: que sintieran el deseo de alejarse de una presión social que les hacía cumplir el papel femenino, es decir, de alejarse de la valoración y el juicio de la gente.

### Representaciones de mujeres
En la mayoría de las obras de Katalina Eleizegi las protagonistas son mujeres: Garbiñe y Lide en la obra Garbiñe; Loreti y su abuela Aztain en la obra Loreti; Katxala en la obra Kateriñe de Erauso. Teniendo en cuenta que se trata de historias basadas en temas históricos, es obvio que las numerosas protagonistas femeninas muestran una intención específica de la autora: el deseo de mostrar el estilo de vida y las vivencias de las mujeres.
Asimismo, las protagonistas femeninas de las obras de Katalina Eleizegi son "personas íntegras, personas libres que tienen la capacidad de tomar decisiones sin el consentimiento y consejo de los hombres".  Si se observan las imágenes hegemónicas de la mujer en las obras teatrales de la época, queda claro que las protagonistas femeninas de Katalina Eleizegi incluyen dos aspectos: por un lado, prevalecen los comportamientos según el modelo clerical y nacionalista; pero, por otro lado, muestra una especie de disidencia para mostrar el papel y el lugar de la mujer en la tradición.

## Menciones honoríficas
En San Sebastián, una calle lleva el nombre de Katalina Eleizegi, en el barrio de Ayete; en concreto, conecta los barrios de Ayete y Morlans.  Esta decisión fue adoptada por el Ayuntamiento de San Sebastián el 19 de febrero de 1996.